# Campos Flégreos
Los Campos Flégreos son una vasta caldera volcánica situada a 9 km al noroeste de la ciudad de Nápoles, cuya mayor parte está bajo el agua. Su nombre deriva del griego antiguo Φλέγραιος phlegraios, que significa «ardientes» y esta palabra es un cognado del latín flagrans, «ardiente». 
Su nombre no se debe realmente a la actividad volcánica, sino más bien a los numerosos fenómenos hidrotermales que lo caracterizan: fumarolas, solfataras y aguas termales, de las que ya se sirvieron los romanos.
La zona aún tiene 24 bocas de cráteres y elevaciones volcánicas, y algunas presentan manifestaciones gaseosas efusivas, en el área de la solfatara de Pozzuoli, o hidrotermales,  en Lago de Agnano, Pozzuoli, Lago Lucrino, y también fenómenos de bradisismo, muy visible en el templo de Serapis en Pozzuoli.
En el año 2003, para llevar a efecto la ley regional de la Campania núm. 33 del 1 de septiembre de 1993, se instituyó el Parque Regional de los Campos Flégreos.

## Geografía
Están situados en el golfo de Pozzuoli, al noroeste del golfo de Nápoles, en la región de Campania. En esta zona se encuentran las comunas de Pozzuoli y de Cumas. Más de 50 000 personas viven en la caldera, y más de 1,5 millones en el área o en las proximidades.

## Fases geológicas

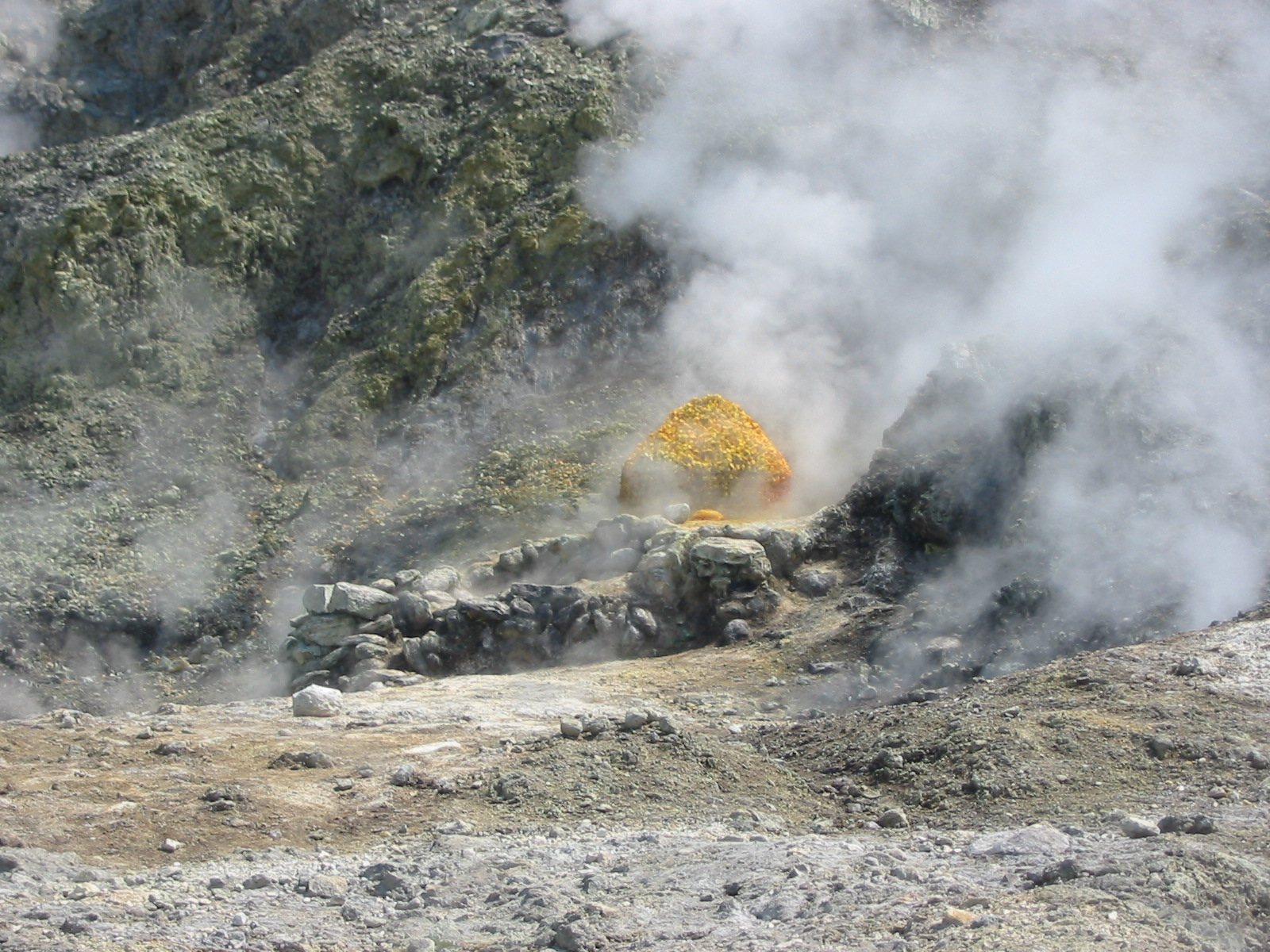
Azufre en el cráter Solfatara

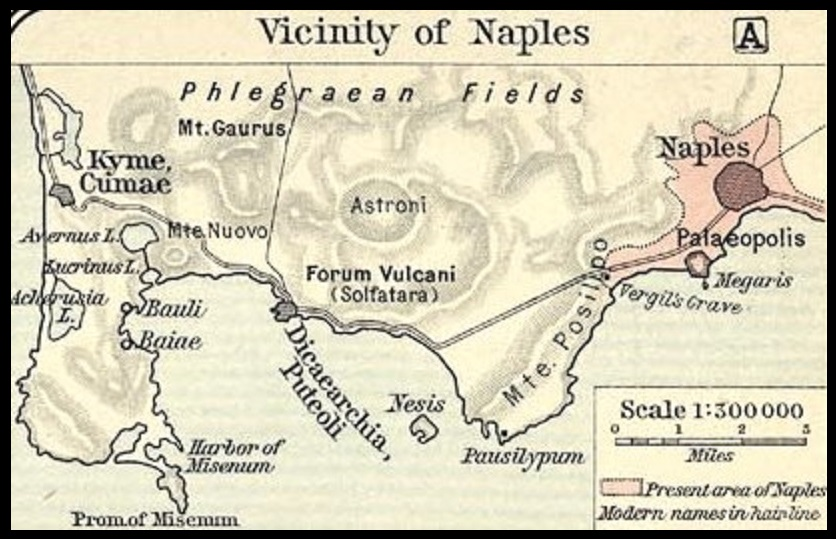
Mapa de la zona de 1911

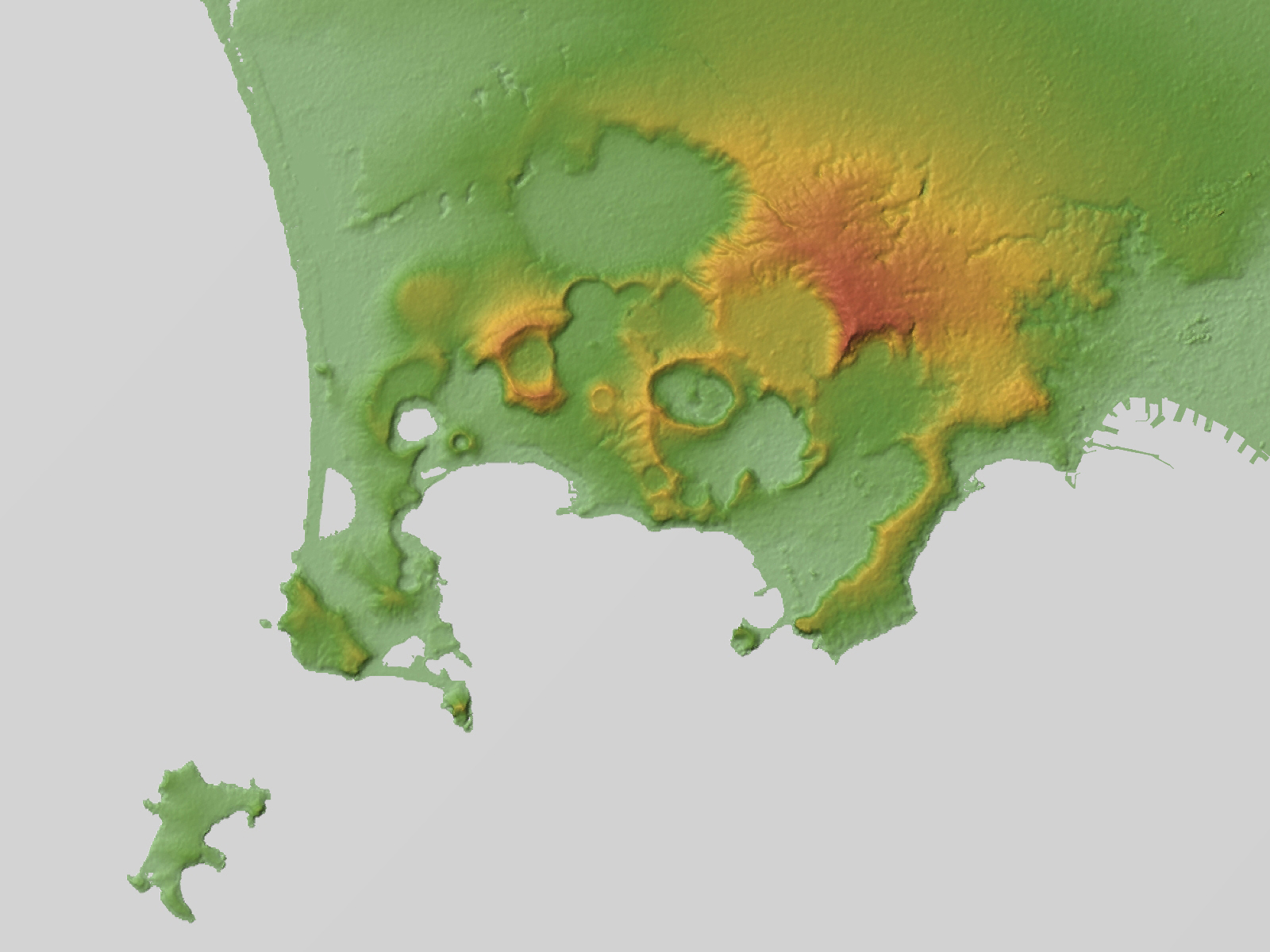
Mapa de relieve topográfico

En los Campos Flégreos se reconocen tres períodos o fases geológicas:
- Hace unos 40 000 años la actividad volcánica explosiva alcanzó el clímax con la explosión del volcán Archiflégreo, erupcionando 680 km³ de magma, que diseminó piroclastos en toda la región de Campania, los cuales al sedimentar crearon toba volcánica, muy usada hasta el fin de la antigüedad como piedra de construcción.

Los depósitos muestran que la erupción fue un evento único, que duró de 2 a 4 días. Comenzó con una explosión freática, seguida de una columna de erupción pliniana alimentada por dos cámaras de magma. La columna eruptiva resultante se elevó hasta una altura de 70 km en su punto de máxima altitud, terminando al reducirse la tasa de erupción por colapsos en el interior del cráter. Las emisiones consistían en piedra pómez y lapilli. Esta etapa inicial fue seguida de un evento de colapso de caldera y un gran flujo piroclástico, alimentado por la capa superior de magma. La unidad de flujo piroclástico única estaba compuesta de cenizas, gases, piedra pómez y fragmentos líticos, y se extendió por un área de 30.000 km². Las corrientes de densidad piroclástica se desplazaron hacia el N y el S, superando cordilleras de 1000 metros de altura, y cruzaron el golfo de Nápoles extinguiendo todo rastro de vida en un radio de 100 km. Sus características indican que fue del tipo nube piroclástica de baja temperatura altamente expandida.
En total entre 181-225 km³ de roca (DRE) entraron en erupción, y fueron expulsado 680 km³ de magma traquítico, dando a la erupción un IEV de 7.
Se cree que esta erupción significó la desaparición del Hombre de Neandertal y su reemplazo por el Homo sapiens.
- Hace unos 12 000 años tuvo lugar otra gran erupción, que formó una pequeña caldera dentro de la principal, centrada en la ciudad de Pozzuoli. La última gran erupción del 1538 generó el nacimiento de una nueva colina volcánica, el llamado Monte Nuovo. Se ha levantado del suelo 2 m desde 1970. Es un supervolcán con un IEV 7,[3] aún en actividad.

- El tercer período está datado entre 8000 y 500 años atrás. Se caracteriza por la puzolana blanca, que constituye el material del que está formada la mayor parte de los volcanes que componen los Campos Flégreos. Se ubica dentro del cráter primordial del segundo período; a grandes líneas se puede decir que consta de: una actividad inicial al suroeste en la zona de Bacoli y de Bayas, entre 10 000 y 8000 años atrás; una actividad intermedia en el área central, la zona entre Pozzuoli, la montaña Spaccata y Agnano, entre 8000 y 3900 años atrás; y finalmente una actividad más reciente, que se mueve hacia occidente para formar el lago del Averno y el Monte Nuevo, entre 3800 y 500 años atrás.

La caldera, que está esencialmente a nivel del suelo, es accesible a pie. Contiene muchas fumarolas, cuyo vapor es visible, y varios estanques de barro hirviente. Algunos conos y cráteres subsidiarios se extienden dentro de la caldera. Uno de estos cráteres ha sido llenado por el lago del Averno.
Actualmente el área de los Campos Flégreos comprende los alrededores y los barrios napolitanos de Agnano y Fuorigrotta, la superficie de Pozzuoli, Bacoli, Monte de Procida, Quarto, las islas Flégreas (Isquia, Procida, Vivara).
Patrick Moore solía citar los Campos Flégreos como un ejemplo de por qué los cráteres de impacto sobre la Luna deben ser de origen volcánico, lo cual se pensó hasta los años 60.

## Aspectos culturales e históricos

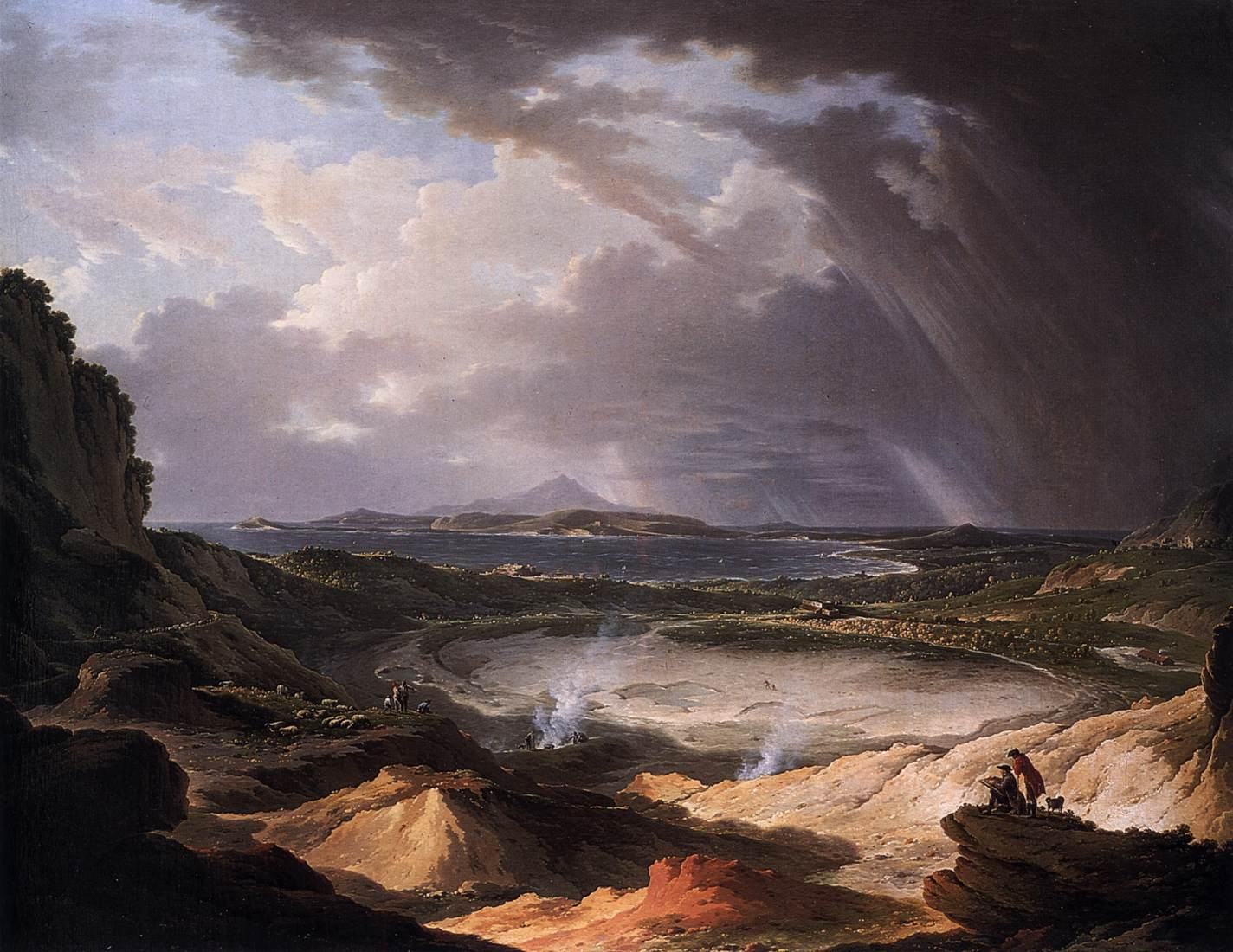
Una fumarola en los Campos Flégreos; pintura de Michael Wutky (década de 1780)

Tiene una enorme importancia histórica y territorial por los siguientes motivos:
- Algunas teorías apuntan a que la supererupción ocurrida hace unos 39 000 años pudo influir en la extinción del Homo neanderthalensis.[4][5]
- Aun cuando estén reducidas respecto a cómo eran en la Edad Antigua, sin embargo, son numerosas todavía las fuentes de aguas termales que manan de la zona. Son famosas las diseminadas en la isla de Isquia; también en la península en Agnano o las termas de Pozzuoli.
- En Pozzuoli hay numerosos edificios monumentales de época romana, entre los cuales se cuenta el Macellum (mercado) llamado Templo de Serapis y el templo de Augusto. Está también el tercer anfiteatro de Italia, el Anfiteatro Flavio de Pozzuoli y también la Solfatara, cráter volcánico activo que presenta manifestaciones volcánicas con fumarolas y pequeños lagos de barro hirviente. En este lugar se rodó Totò all'Inferno, un famoso film con Totò.
- La playa de Miliscola, en Bacoli, era sede de la escuela militar romana.
- El lago Averno era para los antiguos la entrada del Infierno y también depósito militar de los navíos del Imperio romano llamada Portus Iulius. Del lago surge también una gran sala termal romana llamada Templo de Apolo.
- En Cumas está el famoso antro de la Sibila de Cumas. Se trata de la colonia griega más antigua de la Magna Grecia. De la antigua ciudad, poco excavada, es visitable la parte baja de época romana, con el área del Foro y los edificios públicos cercanos, la «cripta romana» y sobre todo la acrópolis. A modo de puerta de la ciudad se encuentra el Arco Felice, un arco con ladrillos de la época romana construido en un corte efectuado en la colina por el que la antigua Via Domiciana entraba en Cumas.
- En Bayas, sumergida en el mar, está la villa del emperador romano que venía a deleitarse con el mar y el teatro. Se edificaron allí casas y villas de gran lujo que eran impropiamente llamadas «Templos» como el de Mercurio, Venus, Diana). Allí se experimentaron nuevas soluciones arquitectónicas para la construcción de cúpulas, que luego fueron aplicadas en Roma, por ejemplo, en la construcción del Panteón de Agripa.
- La comuna de Quarto atravesaba la Vía Apia y estaba enteramente construida en el enorme cráter de un volcán apagado.
- La zona presenta el cráter del Monte Nuovo, el monte más joven de Europa y oasis del WWF junto al enorme cráter de los Astroni.
- También presenta la tumba de Agripina y de Escipión el Africano.
- En la zona de Arco Felice hay un acueducto romano.
- En Bayas (arrabal de Bacoli) fueron inventadas las termas.

## Lista de cráteres

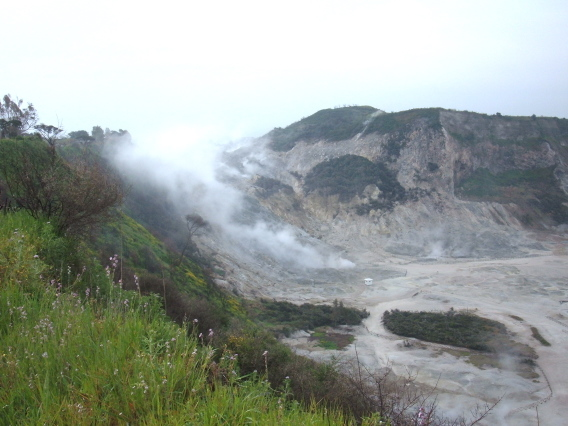
Solfatara de Pozzuoli.

A continuación una lista no exhaustiva de la zona más activa, de los cráteres todavía activos o más fácilmente reconocibles de la morfología del lugar:
- Monte Epomeo — Isla de Isquia
- Cráter de los Astroni — Nápoles
- Volcán Solfatara — Pozzuoli
- Monte Nuovo — Pozzuoli
- Quarto — Quarto
- Lago del Averno — Pozzuoli
- Isla de Nisida — Napoli
- Monte Olibano — Pozzuoli
- La Starza — Pozzuoli
- Agnano — Nápoles
- Soccavo — Nápoles
- Monte Gauro — Pozzuoli
- Monte Cigliano — Pozzuoli
- Monte de Cumas — Bacoli
- Islote de San Martino — Monte de Procida
- Procida (diversos cráteres: Chiaia, Carbonchio, Pozzovecchio)
- Monte de Miseno — Miseno-Bacoli
- Cráteres de los Fondos de Bacoli — Bacoli
- Golfo de Genito — entre Procida y Vivara.

## Otros usos
Campos Flégreos también es el nombre de una de las tres estaciones ferroviarias, además de la línea 2 del metro de Nápoles, en el Barrio Flégreo.